# Лантийер
Лантийе́р (фр. и окс. Lentillères) — коммуна во Франции, находится в регионе Рона — Альпы. Департамент коммуны — Ардеш. Входит в состав кантона Обена. Округ коммуны — Ларжантьер.
Код INSEE коммуны — 07141.

## Население
Население коммуны на 2008 год составляло 210 человек.
| 1962 | 1968 | 1975 | 1982 | 1990 | 1999 | 2008 |
| ---- | ---- | ---- | ---- | ---- | ---- | ---- |
| 90   | 121  | 104  | 121  | 151  | 175  | 210  |

## Экономика
В 2007 году среди 127 человек в трудоспособном возрасте (15—64 лет) 84 были экономически активными, 43 — неактивными (показатель активности — 66,1 %, в 1999 году было 64,5 %). Из 84 активных работали 74 человека (37 мужчин и 37 женщин), безработных было 10 (4 мужчины и 6 женщин). Среди 43 неактивных 10 человек были учениками или студентами, 16 — пенсионерами, 17 были неактивными по другим причинам.